# Серголамбина
Серголамбина — пресноводное озеро на территории городского поселения Зеленоборского Кандалакшского района Мурманской области.

## Общие сведения
Площадь озера — 1,2 км². Располагается на высоте 42,6 метров над уровнем моря.
Форма озера лопастная, продолговатая: оно почти на три километра вытянуто с запада на восток. Берега изрезанные, каменисто-песчаные, местами заболоченные.
Из восточной оконечности Серголамбины вытекает безымянная протока, впадающая в озеро Среднее Долманово, через которое течёт река Долманово, которая, протекая через озеро Нижнее Долманово, впадает в Сенное озеро, через которое протекает река Каменная, впадающая в Ковдозеро. Через последнее протекает река Ковда, впадающая, в свою очередь, в Белое море.
В озере находится не менее четырёх небольших безымянных островов, расположенные возле западной и восточной оконечностей водоёма.
Населённые пункты и автодороги вблизи водоёма отсутствуют.
Код объекта в государственном водном реестре — 02020000611102000001464.